# Lysimachia drymarifolia
Lysimachia drymarifolia är en viveväxtart som beskrevs av Adrien René Franchet. Lysimachia drymarifolia ingår i släktet lysingar, och familjen viveväxter. Inga underarter finns listade i Catalogue of Life.